# Tomasz Konieczny
Tomasz Konieczny (ur. 10 stycznia 1972 w Łodzi) – polski śpiewak operowy, który jako bas-baryton osiągnął międzynarodową karierę, aktor filmowy i okazjonalnie reżyser.
Jego brat Łukasz także jest śpiewakiem.

## Życiorys

### Edukacja
Uczył się w I Liceum Ogólnokształcącym im. Mikołaja Kopernika w Łodzi. Ukończył studia na Wydziale Aktorskim PWSFTviT w Łodzi, śpiew solowy w Akademii Muzycznej im. Fryderyka Chopina w Warszawie oraz w Wyższej Szkole Muzycznej im. Carla Marii von Webera w klasie śpiewu solowego Christiana Elßnera w Dreźnie.

### Działalność aktorska i reżyserska
Debiutował jako aktor w filmie Andrzeja Wajdy Pierścionek z orłem w koronie. Następnie występował jako aktor w kilku produkcjach filmowych, telewizyjnych i teatralnych w Polsce; między innymi jako Tristan w telewizyjnej adaptacji Tristana i Izoldy w reżyserii Krystyny Jandy.
Tomasz Konieczny pracował także jako reżyser teatralny. Wyreżyserował między innymi sztukę Pierre Corneille’a Cyd w Teatrze Adekwatnym w Warszawie w roku 1996.

### Kariera muzyczna
Jako śpiewak operowy zadebiutował w partii Figara w operze W.A. Mozarta pt. Wesele Figara w Teatrze Wielkim w Poznaniu w grudniu 1997. W Niemczech debiutował w styczniu 1999 w Operze w Lipsku partią Kecala w Sprzedanej narzeczonej Bedřicha Smetany. Zaraz potem został na tej scenie zaangażowany na stałe w latach 1999–2000.

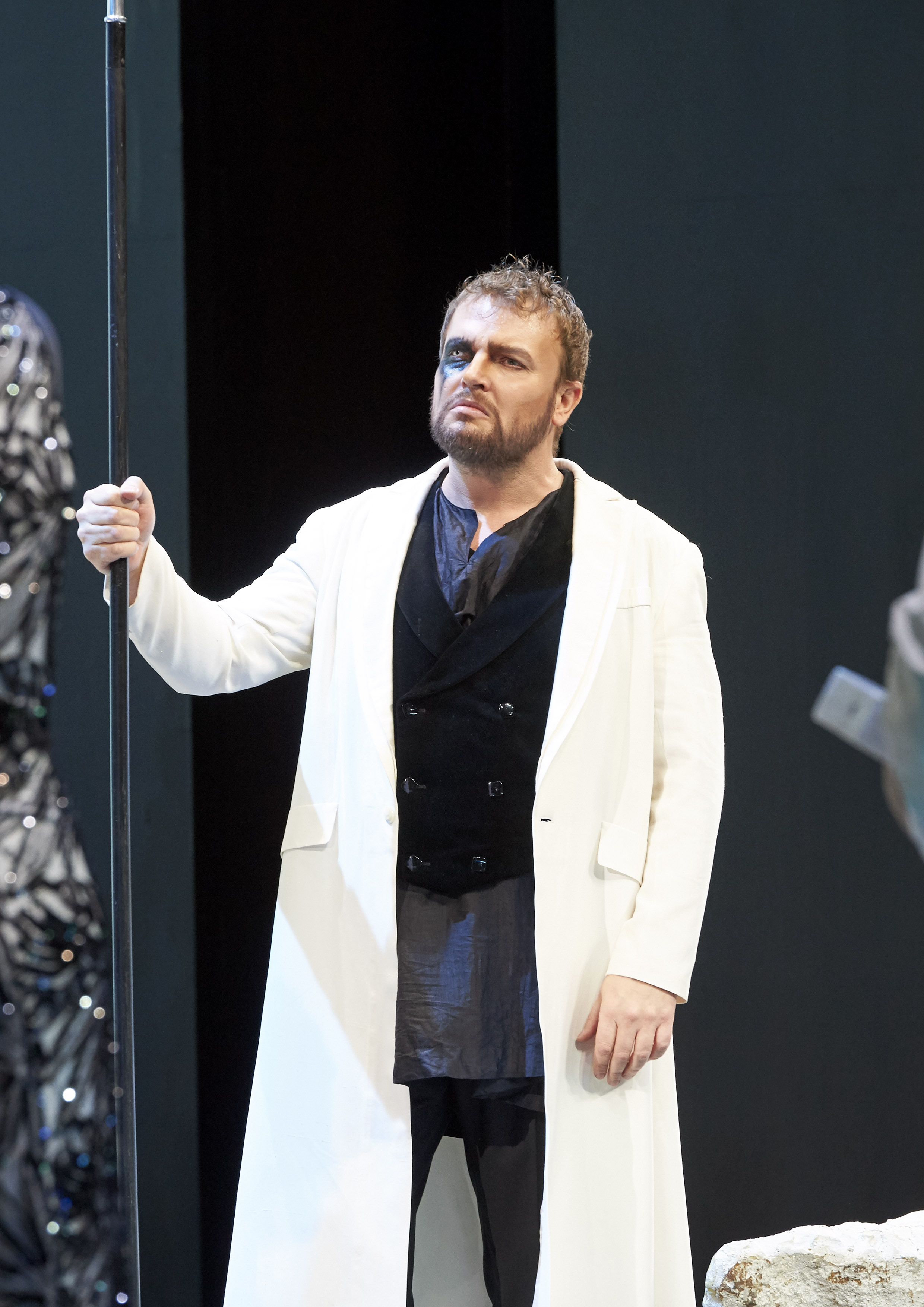
Staatsoper Wien. Das Rheingold. Wotan

W roku 2000 otrzymał angaż do Teatru Miejskiego w Lubece, gdzie śpiewał jako bas: Procida w Nieszporach sycylijskich G. Verdiego (premiera we wrześniu 2000), Pandolfe w Kopciuszku Jules’a Masseneta (premiera w grudniu 2000), Oresta w Elektrze Straussa (premiera w kwietniu 2001), Ramphisa w Aidzie G. Verdiego (premiera w listopadzie 2001), jak również wszystkie znaczące partie basbarytonowe w operze Nos Dmitrija Szostakowicza (premiera w marcu 2002). Towarzyszą temu występy gościnne w teatrach: Theater St.Gallen (Szwajcaria) jako Procida, w Theater Halle (Niemcy) jako Sarastro w Czarodziejskim flecie Mozarta, w Theater Chemnitz (Niemcy) jako Pandolfe, w Teatrze Narodowym w Mannheim jako Colline w Cyganerii Giacomo Pucciniego.
Z początkiem sezonu teatralnego 2002/2003 zostaje zaangażowany na stałe w Teatrze Narodowym w Mannheim, gdzie usłyszeć go można w takich partiach operowych jak; Orest w Elektrze Straussa, Pimen w Borysie Godunowie Modesta Musorgskiego, Sarastro w Czarodziejskim flecie Mozarta, Król Marek w Tristanie i Izoldzie R. Wagnera, Amfortas w Parsifalu R. Wagnera, Wotan w tetralogii Pierścień Nibelunga R. Wagnera, Osmin w Uprowadzeniu z seraju W.A. Mozarta, Inkwizytor w Don Carlosie G. Verdiego, Melitone w Mocy przeznaczenia G. Verdiego, Jochanaan w Salome Straussa.
W lutym 2005 debiutuje jako Sarastro w Operze w Stuttgarcie, we wrześniu 2005 jako Osmin w Operze Niemieckiej nad Renem Düsseldorf/Duisburg (Deutsche Oper am Rhein). W teatrze tym śpiewa także Melitone w Mocy przeznaczenia oraz Wotana w Złocie Renu – premiery wiosną 2006. W marcu 2006 debiutuje w Operze Praskiej (Státní Opera Praha) w premierze I vespri siciliani Verdiego jako Giovanni da Procida.
Opera Niemiecka nad Renem w Düsseldorfie angażuje go na stałe w okresie 2006-2014. Partie w tym teatrze to: Bottom w Śnie nocy letniej Benjamina Brittena, Kurwenal w Tristanie i Izoldzie, Golaud w Pelleas i Melisanda Claude’a Debussy, Selim w operze Turek we Włoszech, Amfortas w Parsifalu, Barak w Kobiecie bez cienia Straussa, Balstrode w operze Peter Grimes Brittena, Holender w Latającym Holendrze, Falstaff czy Escamillio w Carmen Georges’a Bizeta.

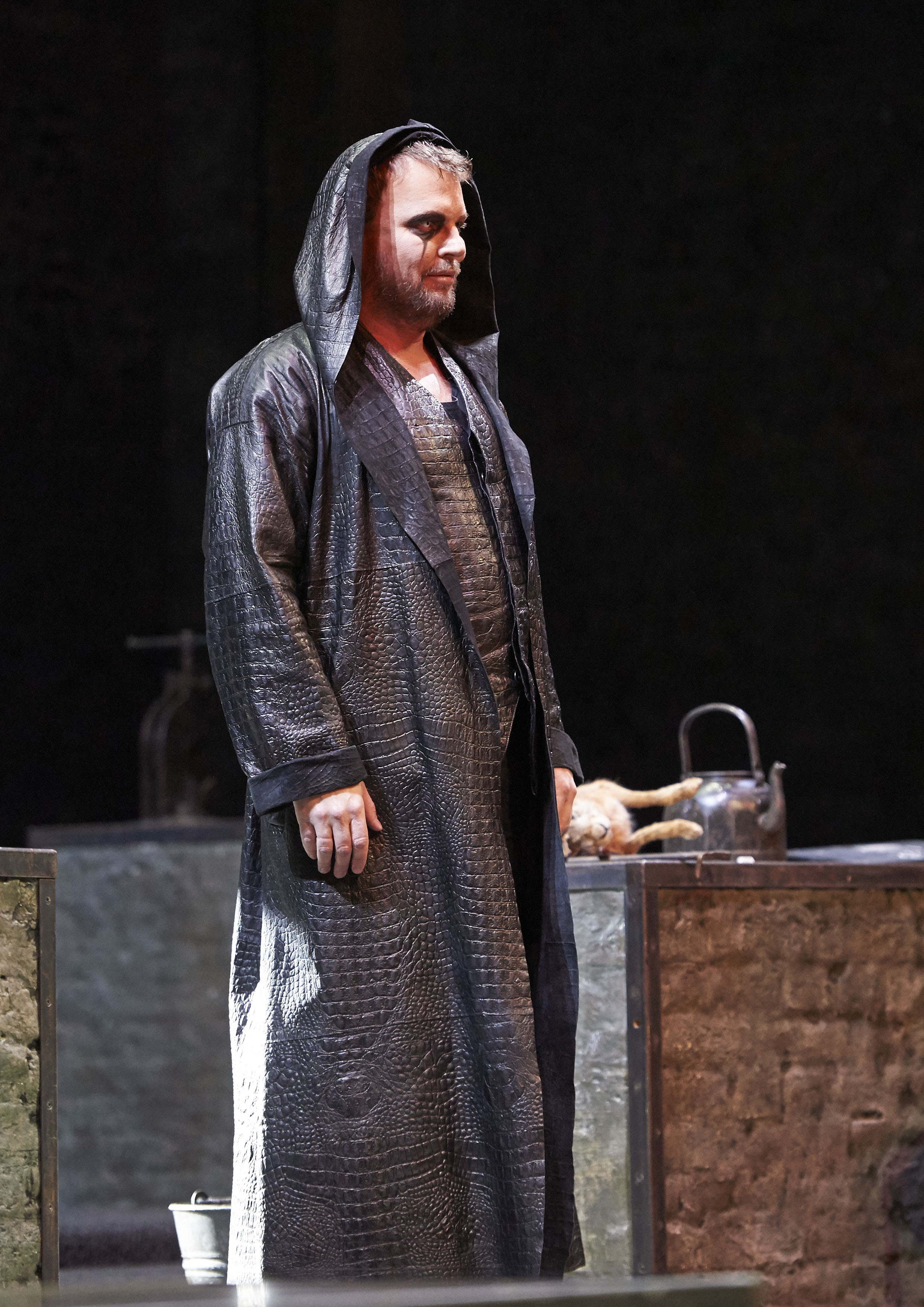
Staatsoper Wien. Siegfried. Wanderer

W czerwcu 2006 debiutuje w Budapeszcie podczas I Budapesztańskich Dni Wagnerowskich jako Amfortas w Parsifalu Wagnera pod dyrekcją muzyczną Adama Fischera. W czerwcu 2007 und 2009 śpiewa w Budapeszcie ponownie Wotana w Walkirii Wagnera, a w 2010 Kurwenala w Tristanie i Izoldzie oraz Wanderera w Zygfrydzie pod dyrekcją Adama Fischera.
W październiku 2007 zadebiutował w Filharmonii Narodowej w Warszawie jako Eremit w Wolnym strzelcu pod dyrekcją muzyczną Antoniego Wita, w styczniu 2008 jako Alberyk w Pierścieniu Nibelunga w Semperoper w Dreźnie pod dyrekcją Petera Schneidera, a w lipcu 2008 w roli Dr. Kolenatego w Sprawie Makropulos Leoša Janáčka w reżyserii Krzysztofa Warlikowskiego w Teatro Real w Madrycie.
Po sukcesie, jaki artysta odniósł w partii Alberyka w nowej inscenizacji Pierścienia Nibelunga Wagnera w 2008/09, pod dyrekcją muzyczną Franza Welser-Mösta i wykonaniu partii Jochanaana w Salome Straussa i Wotana w jubileuszowym wykonaniu Pierścienia Nibelunga w 2013 oraz partii Jacka Rance w premierze inaugurującej sezon 2013/14 w Operze Wiedeńskiej, Koniecznego można było w Wiedniu usłyszeć nie tylko w ww. rolach, ale także jako Mandrykę w Arabelli, Pizarro w Fideliu i wielu innych.
Kolejny występ w roli Alberyka w Pierścieniu Nibelunga miał miejsce w Operze Niemieckiej w Berlinie (Deutsche Oper Berlin) w kwietniu 2010. W maju/czerwcu 2010 występował ponownie w Operze Praskiej (Státní Opera Praha) w premierze Tristana i Izoldy Wagnera jako Kurwenal. Także 2010 miał miejsce jego debiut w Czterech Wcieleniach Złego Hoffmanna w Teatrze Narodowym w Pradze. W 2011 śpiewak zadebiutował także w Operze w Paryżu jako Biterolf/Tannhäuser, a w 2012 w Waszyngtonie jako Pizarro w koncertowym wykonaniu Fidelio pod dyrekcją muzyczną Christopha Eschenbacha, następnie podczas Festiwalu Salzburger Festspiele, latem 2012, jako Stolzius w Żołnierzach – dziele niemieckiego kompozytora Bernda Aloisa Zimmermanna oraz we wrześniu 2012 w Bawarskiej Operze Miejskiej w Monachium (Bayerische Staatsoper München) po raz kolejny w roli Pizarra w operze Fidelio. W roku 2013 ukazały się na rynku dwa znaczące nagrania Pierścienia Nibelunga Wagnera. W jednym z nich pod dyrekcją Marka Janowskiego, wydanym przez Pentatone Classics Konieczny wykonuje partię Wotana, w drugim nagraniu pod batutą Christiana Thielemanna, wydanym przez Deutsche Grammophon artysta śpiewa partię Alberyka. To precedens na rynku płytowym. Oba nagrania spotykały się z uznaniem słuchaczy i krytyków. Z początkiem 2014 Konieczny debiutuje w Carnegie Hall w Nowym Jorku jako Jochanaan w koncertowym wykonaniu Salome R. Straussa, by latem tego roku powrócić jako Komandor w Don Giovannim do Salzburga na Festiwal Salzburger Festspiele. W październiku 2014 artysta debiutuje w swoim rodzinnym mieście – Łodzi, w jubileuszowym wykonaniu Strasznego Dworu Moniuszki, w reżyserii Krystyny Jandy, jako Zbigniew. W październiku 2015 roku Konieczny zadebiutował w Lyric Opera of Chicago jako Wozzeck w nowej inscenizacji opery „Wozzeck” Berga. W 2019 zadebiutował w Metropolitan Opera partią Albericha w Pierścieniu Nibelunga Wagnera.
Konieczny jako aktywny wykonawca dzieł oratoryjnych, występował m.in. pod batutami takich dyrygentów jak: Kent Nagano (w Pasji według św. Mateusza J.S. Bacha (arie) w São Paulo i Rio de Janeiro w Brazylii w sierpniu 2006), Marek Janowski (w IX Symfonii Beethovena w Berlinie w grudniu 2008), Daniele Gatti (w Requiem Verdiego w Musikverein w Wiedniu), Krzysztof Penderecki (w Siedmiu Bramach Jerozolimy jesienią 2009 oraz wiosną 2010 czy w Pasji Łukaszowej w marcu/kwietniu 2010 wraz z Sinfonią Varsovia).

## Stypendia i nagrody
Konieczny był stypendystą wielu polskich i niemieckich fundacji w tym między innymi; polskiego Ministra Kultury i Sztuki w roku 1997, Fundacji Alfreda Toepfera (Niemcy) w latach 1998–2000, Fundacji Kultury i Sztuki banku Ostsächsische Sparkasse Dresden w Niemczech w roku 1999. Jako śpiewak zdobył także, 13 listopada 1998, II nagrodę podczas 33. Konkursu Wokalnego im. Antonina Dvořaka w Karlovych Varach. W październiku 2004 został wyróżniony Nagrodą im. Arnolda Petersena za wyjątkowe osiągnięcia artystyczne w Teatrze Narodowym w Mannheim.

## Filmografia
2000: Ogniem i mieczem – kniaź Jur Kurcewicz

1999: Ogniem i mieczem – kniaź Jur Kurcewicz

1998: Matki, żony i kochanki – policjant (seria II)

1996: Dom – kolega Mietka (odc. 13-14)

1996: Toy Story – Buzz Astral (głos, polski dubbing)

1995-1999: Ekstradycja – chłopak Beaty (odc. 5, 18, 20)

1995: Nic śmiesznego – ojciec chrzestny Adama (w dzieciństwie)

1995: Pestka – współpracownik Borysa

1995: Spółka rodzinna – prowadzący społeczną listę kolejkową (odc. 15)

1993: Portrety współczesnej prozy polskiej

1992: Pierścionek z orłem w koronie – Maciek Chełmicki